# Веселитский, Сергей Гаврилович
Сергей Гаврилович Веселитский (1804 — 28 мая (9 июня) 1866) — генерал-лейтенант, начальник 11-й пехотной дивизии, сын генерал-лейтенанта Г. П. Веселитского.

## Биография
Родился в 1804 году, внук последнего русского поста в Крымском ханстве П. П. Веселицкого, сын генерал-лейтенанта Гавриила Петровича Веселитского. Его братья: Николай (генерал-майор), Иван (полковник),  Александр, полевой инженерм (умер до 1847 г.), Пётр (подполковник, погиб в бою на Кавказе в 1843 году).
Образование получил в Пажеском корпусе, из которого выпущен 31 марта 1822 года прапорщиком в Одесский пехотный полк.
В 1843 году произведён в полковники, 7 сентября 1849 года получил чин генерал-майора. Командовал 17-й пехотной дивизией, а в 1855 году возглавил 11-ю пехотную дивизию. Принимал участие в Крымской войне, 9 июля 1854 года награждён золотой шпагой с надписью «За храбрость» и бриллиантовыми украшениями, 8 сентября 1855 года произведён в генерал-лейтенанты.
С 1857 года состоял при Главнокомандующем 1-й армией, в начале 1860-х годов получил в командование 6-ю пехотную дивизию. С 1862 года числился в запасных войсках.
После восстания в Польше и северо-западных губерниях Веселитский был назначен председателем следственной комиссии, учреждённой в Вильне над политическими преступниками.
Скончался 28 мая 1866 года.
Среди прочих наград Веселитский имел ордена:
- Орден Святой Анны 3-й степени (1842 год)
- Орден Святого Георгия 4-й степени (26 ноября 1850 года, за беспорочную выслугу 25 лет в офицерских чинах, № 8350 по кавалерскому списку Григоровича — Степанова)
- Орден Святого Владимира 3-й степени (1851 год)
- Золотая шпага с надписью «За храбрость» и бриллиантовыми украшениями (9 июля 1854 года)
- Орден Святого Станислава 1-й степени (1854 год)
- Орден Святой Анны 1-й степени (1857 год, императорская корона к этому ордену пожалована в 1863 году)